# Championnat d'Iran de football 1991-1992
Navigation
Saison précédente Saison suivante
La saison 1991-1992 du Championnat d'Iran de football est la dixième édition du championnat national de première division iranienne. Douze clubs iraniens prennent part au championnat organisé par la fédération. Les équipes sont regroupées au sein d'une poule unique, où elles rencontrent leurs adversaires deux fois, à domicile et à l'extérieur. À l'issue du championnat, deux clubs sont relégués et remplacés par les six meilleurs clubs de deuxième division, afin de faire passer l'élite de 12 à 16 équipes.
C'est le club du Paas Teheran qui remporte le titre après avoir terminé en tête du classement final, avec deux points d'avance sur le tenant du titre, l'Esteghlal Teheran et trois sur le Persepolis FC. C'est le 3e titre de champion d'Iran de l'histoire du club.

## Les clubs participants
| - Esteghlal Teheran - Persepolis FC - Jonoob Ahvaz - Nassaji Mazandaran - Malavan F.C. - Paas Teheran - Promu de D2 | - Homa Chiraz - Aboomoslem Mechhad - Promu de D2 - Esteghlal Rasht - Promu de D2 - Esteghlal Ahvaz - Teraktor Sazi - Sepahan Ispahan |

## Compétition

### Classement
Le classement est établi sur le barème de points classique (victoire à 2 points, match nul à 1, défaite à 0).
| Rang | Équipe               | Pts | J  | G  | N | P  | Bp | Bc | Diff |
| ---- | -------------------- | --- | -- | -- | - | -- | -- | -- | ---- |
| 1    | Paas Teheran P       | 34  | 22 | 14 | 6 | 2  | 32 | 11 | +21  |
| 2    | Esteghlal Teheran T  | 32  | 22 | 12 | 8 | 2  | 30 | 15 | +15  |
| 3    | Persepolis FC        | 31  | 22 | 13 | 5 | 4  | 30 | 12 | +18  |
| 4    | Malavan F.C.         | 26  | 22 | 9  | 8 | 5  | 21 | 11 | +10  |
| 5    | Jonoob Ahvaz         | 22  | 22 | 7  | 8 | 7  | 25 | 26 | -1   |
| 6    | Sepahan Ispahan      | 22  | 22 | 9  | 4 | 9  | 20 | 30 | -10  |
| 7    | Nassaji Mazandaran   | 20  | 22 | 6  | 8 | 8  | 16 | 22 | -6   |
| 8    | Esteghlal Ahvaz      | 19  | 22 | 6  | 7 | 9  | 25 | 23 | +2   |
| 9    | Homa Shiraz          | 17  | 22 | 4  | 9 | 9  | 9  | 21 | -12  |
| 10   | Teraktor Sazi        | 16  | 22 | 5  | 6 | 11 | 25 | 32 | -7   |
| 11   | Esteghlal Rasht P    | 15  | 22 | 4  | 7 | 11 | 13 | 21 | -8   |
| 12   | Aboomoslem Mechhad P | 10  | 22 | 3  | 4 | 15 | 14 | 36 | -22  |

|  | Qualification pour la Coupe des clubs champions 1992-1993 |
|  | Qualification pour la Coupe des Coupes 1992-1993          |
|  | Relégation directe en deuxième division                   |

## Bilan de la saison
| Championnat d'Iran de football 1991-1992                        |                                                                                     |
| Champion                                                        | Paas Teheran (3e titre)                                                             |
| Coupes et trophées                                              |                                                                                     |
| Vainqueur de la Coupe d'Iran 1991-1992                          | Non disputée                                                                        |
| Qualifications continentales                                    |                                                                                     |
| Coupe des clubs champions 1992-1993                             | Paas Teheran                                                                        |
| Coupe des Coupes 1992-1993                                      | Persepolis FC                                                                       |
| Promotions et relégations                                       |                                                                                     |
| Promus en Championnat d'Iran de football                        | Keshavarz FC Sanat Naft Vahdat Sari Bargh Chiraz Polyacryl Esfahan FC Sepirud Rasht |
| Relégués en Championnat d'Iran de football de deuxième division | Sepahan Ispahan                                                                     |
| Relégués en Championnat d'Iran de football de deuxième division | Esteghlal Rasht                                                                     |